# Єгипетський календар
Єги́петський календа́р — календар, що найдовше використовувало людство, був у вжитку чотири тисячоліття у Стародавньому Єгипті.
За дослідженнями єгиптолога Д. Брістеда (англ. J. H. Breasted), найбільш ранню дату використання місячного єгипетського календаря слід відносити до 4236 року до н. е. Цей архаїчний календар довго зберігався паралельно з пізнішим сонячним і використовували його в релігійних цілях. Сонячний календар єгиптяни почали використовувати, можливо, з епохи правління династії гіксосів 1700 — 1500 роки до н. е.

## Сіріус
Життя Єгипту було засноване на землеробстві в нижній течії Нілу і прив'язане до його сезонних циклів. Річний цикл розбивали на три періоди:
- повінь,
- сезон посіву,
- обміління (сезон збору врожаю).

Єгиптяни виявили, що за геліактичним сходом зірки Сіріус через декілька днів розпочинається щорічний розлив річки. Єгиптяни вважали, що розлив Нілу породжує саме поява Сіріуса на небі. Цікаво відзначити, що Сіріус, потрійна і яскрава зірка тропічного неба, у Стародавньому Єгипті мала два імені: Сотіс («промениста») і Анубіс («собача»). Остання назва перейшла згодом до стародавніх римлян, які називали її лат. Stella canicula або просто Canicula. Дні в серпні, коли з'являвся Сіріус, були найспекотнішими і тому в сенаті оголошували перерву — «канікули» (дослівно — собачі дні).
Створення першого календаря приписують архітектору Імхотепу, який спроектував східчату піраміду для фараона третьої династії Джосера. Приблизно через 2000 років його шанувати як покровителя архітектури і медицини.

## Поділ року
Рік тривав 365 днів і складався з 12 місяців по 30 днів кожний. Місяці були згруповані по чотири, утворюючи сезони:
- Ахет
  - Місяці — Тот, Паофі, Хатіра і Хойак
- Перет
  - Місяці — Тібі, Мехір, Фаменот і Фармуті
- Шему
  - Місяці — Пахонс, Паіні, Епі-фі, Месоре

У кінці року були додаткові 5 днів — свята на честь дітей бога землі Геба і його дружини Нут: Осіріса, Гора, Сета, Ісіди і Нефтіди. За легендою, бог сонця — Ра розізлився на богиню неба — Нут, і зробив так, щоб вона не змогла народити ні в один з 360 днів у році. Тот, бог мудрості, запав на Нут і, щоб допомогти їй, запропонував богу-Місяцю зіграти в гру — Синод. Тот виграв 5 днів, у які Нут народила своїх 5 дітей. На їх честь відбувались святкування, театральні виступи, які були присвячені цій події. А в останній день фараон кидав папірус до Нілу з наказом про розлив.
Єгиптяни не додавали високосних днів, тому за період у 1460 років новий рік проходив всі сезони. Це так званий цикл Сотіса (або Великий рік Сотіса). Для єгиптян це виглядало ніби схід Сіріуса зміщувався за календарем на день кожні 4 роки. Повернення зірки до первинної дати відзначалося святом на честь Вічності.
Згідно з папірусом Еберса, згодом жерці видали указ «про необхідність перевести календар відповідно до справжнього». Цей указ приписував раз на 4 роки додавати по одному дню до року, що складався з 360 днів, а згодом було наказано додати ще 5 днів.

## Канопський декрет
7 березня 238 року до н. е. елліністичний фараон Птолемей III Евергет спробував реформувати єгипетський календар. Про це свідчить «Канопський декрет» (англ. The Canopus decree) — моноліт з білінгвістичним (двомовним) написом грецькою і єгипетською мовами про введення нового календаря. Щоб усунути постійне зрушення дат, Птолемей вперше ввів поняття високосного року. У високосний день наказувалось вшановувати богів-покровителів сімейства Птолемеїв. Проте це нововведення не прижилося. Тільки після перемоги Октавіана Августа над Антонієм і Клеопатрою і остаточного приєднання Єгипту до Риму (приблизно з 26 року до н. е.), почали запроваджувати новий календар, подібний до юліанського. Старий календар використовували паралельно ще протягом кількох століть.
Пізній єгипетський календар дуже схожий на юліанський за винятком того, що додатковий день припадає на 29 серпня за юліанським стилем (тобто на кінець єгипетського року). Початок року за єгипетським календарем — це перший день місяця тота, що відповідає 29 серпня. Тривалість року в обох календарних системах однакова — 365,25 діб.

## Хронологія
Єгиптяни не мали постійного відліку ери. Вони вели рахунок років від часу вступу на престол чергового фараона. Але початок року за всіма цими ерами незмінно починався з 1 числа місяця тота (29 серпня) року, що передував вступу на престол нового фараона. Дні місяця і самі місяці позначалися номерами. Дата записувалася приблизно так: Рік 1, місяць 2 сезону розливу, день 5 правління фараона такого-то. Щоправда, проголошення імені фараона було заборонене.